# Mitchelton-BikeExchange
L'equip Mitchelton-BikeExchange (codi UCI: MTU) és un equip ciclista professional xinès, que competeix des del 2017. Des del seu origen té categoria continental i participa en les curses dels circuits continentals de ciclisme. Va ser creat com un equip formatiu de l'UCI ProTeam Orica-Scott.

## Principals resultats
- Tour de Fuzhou: Jai Hindley (2017)

### A les grans voltes
- Giro d'Itàlia
  - 0 participacions
- Tour de França
  - 0 participacions
- Volta a Espanya
  - 0 participacions

## Classificacions UCI
L'equip participa en els Circuits continentals de ciclisme. La taula presenta les classificacions de l'equip al circuit, així com el millor ciclista individual.
UCI Àsia Tour
| Temporada | Classificació per equips | Millor ciclista en la classificació individual |
| --------- | ------------------------ | ---------------------------------------------- |
| 2017      | 57è                      | Cameron Meyer (195è)                           |

UCI Europa Tour
| Temporada | Classificació per equips | Millor ciclista en la classificació individual |
| --------- | ------------------------ | ---------------------------------------------- |
| 2017      | 44è                      | Lucas Hamilton (122è)                          |

UCI Oceania Tour
| Temporada | Classificació per equips | Millor ciclista en la classificació individual |
| --------- | ------------------------ | ---------------------------------------------- |
| 2017      | 1r                       | Lucas Hamilton (1r)                            |